# ガヴリールドロップアウト
『ガヴリールドロップアウト』（英語: Gabriel DropOut）は、うかみによる日本の漫画。『コミック電撃だいおうじ』（KADOKAWA アスキー・メディアワークスブランド）にて、vol.4（2013年12月発売）より連載中。公式略称は「ガヴドロ」。

## あらすじ
天界にある「天使学校」を首席で卒業したガヴリールは更なる修行のため人間界に下り、高校に通うこととなった。「立派な天使になって人間達を幸せに導く」と誓った彼女だが、下界の様々な楽しみを知ってしまい、いつしか「ドロップアウト」して自堕落な生活を送るようになってしまっていた。

## 登場人物

### メインキャラクター
天真＝ガヴリール＝ホワイト（てんま・ガヴリール・ホワイト）
声 - 富田美憂
通称「ガヴリール」。略称「ガヴ」。本作の主人公。4月20日生まれ。主要キャラ4人の中で背がもっとも低く、胸もAカップの貧乳である。
天使学校を首席で卒業して下界での修行に旅立ち、静岡県浜松市をモデルとする街に住み始める。本来の彼女は品行方正で金髪碧眼のサラサラなロングヘアーの美少女であり、「神童」と言っても過言ではない程の将来有望な天使だった（本人はそのことを「過去の自分は偽りの姿だった」と自嘲している）が、ふと目にしたネトゲに手を出したことがきっかけで、以後はぐうたらな暮らしを送るようになり、「堕天使」ならぬ「駄天使」を自称するようになる。その影響で1人でいる方が好きになり、口調もローテンションなものになるなど性格も一変し、「全ての人を幸せにする」と語っていた夢も忘れ「人類なんか勝手に滅んでください」とまで思うようになってしまった。これらのことはその後、ヴィーネから詳細が語られており、彼女と初めて出会った頃はまだ堕落していなかったが、下界の人間を学ぶためにネットゲームをするようになり、寝る間も惜しんでゲームをしていくうちに品行方正な性格に陰りを見せていき、学校の入学式前日にヴィーネが訪ねたときには学校をサボると言い出すほどに堕落してしまった。その後も、ヴィーネが料理をしたり掃除をしたりして甲斐甲斐しく世話をするものの、性格が元に戻ることはなかった。
堕落したタイミングが原作とアニメ版では違い、原作では高校の入学式前、アニメ版では高校入学後（アニメ最終回によれば、この時の真面目なガウリールは、クラス内での集団幻覚であったという説すら囁かれていたという）。
自分で行動を起こすことを面倒臭がる重度のぐうたらな性格で、前述のように世界を救うという建前でネトゲ三昧の生活を送り、家でごろごろばかりしている。身近な相手に金をせびったり、宿題をせず他人のものを写そうとすることも厭わず、また基本的にネトゲ以外のことにはとことん無関心。日課である学校にも行きたがらなかったが、ヴィーネに「だらけすぎて天界に強制送還される」と示唆されてそうなることを恐れ、渋々通っている。過去の面影が無いほど髪の毛は普段手入れをせずボサボサで、アパートではいつもジャージを着ている。掃除を自分では全くしないために部屋は常に散らかりっぱなしな上にゴミなどで溢れていて、ヴィーネに「悪霊が出そう」と言われ、アニメ版ではタプリスがあまりのショックで堕天しかけるほどである。天使の輪も前述のような生活を続けていたせいもあって、真っ黒になっていたことがある（天界に帰省する際には元に戻っており、アニメOPでは袖で拭っただけでも元に戻る様が描かれている）。また、ゲームの課金のしすぎでお金が足りなくなったために「エンジェル珈琲」という喫茶店で毎週火曜日だけアルバイトをしているが、客の注文を平気で間違えたり、からかいに来たサターニャを殴ったりするなど、あまりやる気がない。ネトゲ内の世界で国を2つ救ったことが、彼女にとっての下界での成果らしい。このような性格のためにヴィーネなどによくツッコまれているものの、後述の能力でパンツが飛んだときは顔を赤らめるなどの年相応の女性らしさや、ヴィーネのお見舞いに行ったりするなどの友達想いな一面を見せることもあり、またサターニャの悪戯に激怒したり、時折暴走するヴィーネや非常識な行動を取るラフィエルに対してツッコミに回ることもある。
自分の思った場所に行ける「神足通」という能力や、全人類を消すことができる「世界の終わりを告げるラッパ」という道具を持っているが、前者は間違えてパンツやスカートだけを飛ばしてしまったりするなど中々使いこなせておらず、後者に至ってはヴィーネに毎回阻止されるため作中で一度も効果が発揮されたことはない。また堕落しきった生活を送っているため体力や筋力が極端に低く、走らずとも息切れをしたり、握力測定器を握っても針が全く動かなかったり、お馬さんごっこの馬役でもすぐにへばったりするほどだが、その一方では怒りが頂点に達した際に自宅の玄関のドアを破壊したこともあり、その時にはドアごとサターニャを吹き飛ばし、あまつさえ彼女を夜になっても目が覚めない程の気絶にまで追いやっている。アニメ最終話とOVA1では弓矢を使用している。
酒に弱く、初詣の際に甘酒を飲んで酔っ払い、普段とは別人のようなハイテンションな性格になったことがある。
服を脱ぐと、大事な所は聖なる光でガードされる。
ジャグリングは得意らしい。
後述の妹と姉（妹がハニエル、姉がゼルエル）がいる。さすがの彼女も妹は大事に思っており、堕落しきった体を酷使してまで妹の無茶ぶりに答えてあげていた。実家は貧乏ではないが、天界と下界の文明の差に彼女曰く「昭和のよう」のこと。
ネトゲ課金によって生活費を使い尽くして食料もなかった際に、ちょうど委員長（まち子）に誘われてまち子が所属する調理部の見学に行き、作った料理の試食による食い扶持確保と料理の腕を磨くために調理部に入部する。
OVA2「天使の贈り物」にて盲目の少女を研修中の身でありながら救ったせいで、天界からの仕送り額が減らされているが、本人は「思った程罰は軽かった」として後悔はしていない。
また、前述の盲目の少女が座っているベンチの風上に座って彼女を風から守るなど、本来持っている優しさは完全には消えていない。

月乃瀬＝ヴィネット＝エイプリル（つきのせ・ヴィネット・エイプリル）
声 - 大西沙織
通称「ヴィーネ」。10月10日生まれ。背はサターニャと同等で、胸の大きさは普通である。
下界に来た頃、自分のマンションがどこか分からず迷っていたところをガヴリールに案内してもらい、そこから友達となった悪魔の少女。出会いから徐々に堕落していくガヴリールを見て、自分の力ではどうにもならないものもあることを悟ったらしい。
真面目で困っている人を見ると助けたり、怖いものが苦手だったりと一般的な悪魔のイメージからはほど遠い性格で、ガヴリールの世話も積極的に行っているが、一方でガヴリールには自主性ややる気を持ってもらおうと思って色々と口を出したり、サターニャが自分に対して尊大な態度を取った際も激怒して少々のいじわるをしたりするなどかなり厳しい一面も見せている。また、情に厚い者を見た時は感動する等の涙もろい面もあり、アニメ版では保健所に連れて行かれる前の犬を引き取ったサターニャの優しい行動に賞賛を送ると共に涙を見せていた。
物語の狂言廻し的存在であり、メインの4人の中では基本的に常識人でツッコミ役だが、ラフィエルが提案したスイカ割りの時には危険であるにも関わらずに止めることはおろか一切ツッコミもせずにサターニャが楽しませる為に体を張っていると感動した挙句に平気でスタートの合図や誘導の指示まで出したりするなど、腹黒い一面も見せている。悪魔らしくないことは彼女もよく理解しているが、同時にそのことにコンプレックスを抱いている。OVAではそれが強調されており、1では服を脱ぐと最上級の聖なる光で首から下が包み隠され、2では盲目の少女に4人の中で一番「天使」と言われている。魔界からの仕送りが増えていないためにわざと悪事を働こうと意気込んだこともあるが、制服のセーターのボタンを止めずにいたり、ガヴリールのボールペンの芯を出しっぱなしにしたり、と相手が気づきすらしない些細なことしかできなかった。彼女曰く「これが精いっぱいの悪いこと」らしい。しかし本気で激怒した際には非常に怖い状態になる。異様なプレッシャーを放ち、槍などで脅して黙らせることもしばしばで、しばし勝手な行動を取ろうとするガヴリールやサターニャはその状態の彼女には大概逆らえない。普段怒ったときは怒鳴るだけなのだが、調理実習でガヴリールが度々ふざけてやる気を出さなかった際には拳骨で黙らせる等、状況によっては手を出すこともある。
ゴキブリが大の苦手で、そのせいでガヴリールの部屋を半壊させている。
クリスマスやハロウィン、初詣といった下界での行事にとても積極的。クリスマスでは悪魔の身でありながらサターニャを強引に丸め込み、パーティーを行った。
裁縫のスキルが非常に高く、ハロウィンで使用する衣装などを自分で作り上げてしまう程である。また裁縫だけでなく料理の腕も高く、休みの日には南瓜のスープを作ったり、クリスマスの際にはクリスマスケーキを自分で一から作っていた。
主に角を出したときに手にしている三叉の槍はガヴリールの部屋を半壊させるほどの威力を持っている。またゲートを開くためのカードも所持しており、これで魔界と天界のゲート前まで行くこともできる。
チャッピーという、超大型魔獣のイフリートを飼っている。アニメでは両親が登場している。

胡桃沢＝サタニキア＝マクドウェル（くるみざわ・サタニキア・マクドウェル）
声 - 大空直美
通称「サターニャ」。8月15日生まれ。
ガヴリールを勝手にライバル視している悪魔。背はヴィーネと同等だが、胸はラフィエルの次（二番目）に大きい。
誰に対しても尊大で気取ったような態度を取り、魔界の大悪魔を自称している根拠ゼロの自信家。ガヴリールをライバル視し、ことあるごとに張り合おうとするも当の本人には相手にされないばかりか軽くあしらわれている。人間は下等な生き物と考えており、「悪魔的な行為」という理由で宿題をやってこなかったりと、少しずれている所がある。また割り箸の使い方や、クリスマス、お年玉といった下界の知識に疎く、そこに付け込まれ時折ラフィエルに嘘を吹き込まれたりしている。極度の味音痴であり、調理に失敗した異様な見た目の物を美味しいと感じていたり、食べたらその日は眠れなくなると言われる激辛からしシュークリームを平気で食べている。またカエルを見ても物怖じしない、教師との面接試験では堂々とするのを通り過ぎて高を括るなど度胸はありすぎるほどある。ただしラフィエルに対する際は例外で、普段おもちゃにされている分かなり警戒している。
弟子にしたラフィエルにパシリにされたり、彼女にいいように扱われたり、ガヴリールの口車に乗せられて逆にやりこまれるなど、乗せられやすい上に騙されやすい性格をしている。魔界通販でも立派なカモであり、毎度のようにぼったくり商品を買わされている。
上記のようなおバカで間の抜けた一面が目立つが、運動神経は良く、本気になったラフィエルと張り合えるほどで、ガヴリールに殴られても平気でいるなど、ガヴリール曰く「体は超丈夫」である。ヴィーネが三叉の槍を持っているのに対し、サターニャは悪魔の鎌を所持している。
実家は「胡桃沢洋菓子店」という店で、父や母と共にトマトジュースを人間の生き血と称して乾杯するなど、雰囲気を大切にするが、至って冷静な弟からはいっつも突っ込まれている。また、アレキサンダーという小型のドラゴンをペットとして飼っている。
アニメでは、頻繁に彼女のメロンパンを奪う野犬が保健所に連れて行かれそうになるのを見かけてそれを引き取り、使い魔として飼うようにするなど情に厚い面もある。

白羽＝ラフィエル＝エインズワース（しらは・ラフィエル・エインズワース）
声 - 花澤香菜
通称「ラフィエル」。略称「ラフィ」。3月19日生まれ。4人の中で一番背が高く、胸も4人の中では一番大きい程のバスト89の巨乳である。また、胸自体は現在も大きくなりつつあるようで、実際に下着を買い替えてもすぐにサイズが合わなくなるなど、成長し続けていることも窺える。額の左右に十字架形のバレッタを着け、後ろ髪に大きな赤いリボンを結んでいる。
天使学校でガヴリールに次ぐ次席で卒業した天使。ガヴリールとは旧知の中で、「ガヴちゃん」と呼んでいる。
容姿端麗で、にこやかな風貌を見せながらも実際はトラブルや揉めごとを好むサディストであり、道端でサターニャが犬とメロンパンを取り合っていたところを偶然目撃し、「おもしろい玩具」になると確信して以来よくいじったり付きまとったりしており、更にはガヴリールの堕落の原因はサターニャの仕業だと彼女に執心しているタプリスに嘘の情報を流したり、サターニャとガヴリールの将棋対決に立ち合いを許可させたりと、周囲を巻き込んでその状況すらも面白がり、挙句の果てには、サターニャの家をピッキング（アニメでは、ガラス切り）して勝手に入り込んだりと好き勝手にやっているが、反面では大の苦手である蛙を目にした際には距離を置き、サターニャがわざと蛙を持って歩み寄ってきた際には普段は上げない声を荒げたり、サターニャをハメる為に辛いシュークリームを食べさせた時には平然とする彼女を見て予想外の表情を見せたり、アニメ版では執事であるマルティエルの性格に呆れて冷たくあしらうなど、コミカル且つシュールな一面も見せている。また、天使学校次席卒業ということもあり、勉強やスポーツ等は人並み以上にこなすことができ、ガヴリールとは違い下界の学校でも優秀な生徒であるなどの才色兼備さを発揮している。常に笑顔を絶やさず、表面上は温厚だが、アニメ版ではタプリスから誤って悪魔と呼ばれた際には笑顔を見せつつも露骨に怒りを表すなど、怖い一面もある。ちなみに、ガヴリール曰く、上記のようなサディストな人格を曝け出すようになったのは人間界に降りてきてからであり、天使学校時代は優等生っぽくて取っ付きにくいイメージだったと評されている。
天界で使用していた聖書を模したような「悪魔祓いの教科書」、切り倒して切り株になった木を再生させる「液体」のようなものを所持している。また、天界で何らかの繋がりを持っており、知り合いに電話をして大雨の天気を無理矢理快晴へと変えさせたこともある。また、アニメ版ではサターニャ以外には披露していないために他者に利くかは不明だが、相手に暗示をかけて記憶を上書きし洗脳する能力を披露している。
休日は映画をよく鑑賞し、日本語音声で、音声と字幕の違いを見るのが面白いらしい。
彼女の実家はかなりの豪邸だが、娯楽の類はガヴリールの実家と同様何もなく、あまりの暇さにスクワットでもしようとしてしまうほどである。
「サラちゃん」という妹がいる。

### 天界
千咲＝タプリス＝シュガーベル（ちさき・タプリス・シュガーベル）
声 - 水瀬いのり
通称「タプリス」。略称「タプ」。6月4日生まれ。
天界におけるガヴリールの後輩の天使で、首に常にマフラーを巻いている。ガヴリール達の一年後に同じ高校に入学するために初めて下界に降り立つ（アニメ版ではまだ入学していない為、形式上ではガヴリールに会う為に休暇を取って下界を訪れる）が、そこで堕落しきった生活を送る彼女を見て非常に強いショックを受ける。ガヴリールの堕落の原因であるネトゲを早く終わらせて堕天から戻すためにパソコンの知識を覚えようとするものの、間違えてプログラミング言語であるC言語とJavaを覚えてしまった。
天使らしくとても真面目な性格で、信号機の赤は「止まれ」、道路は右側通行、水曜日はポイント5倍、犬の糞は持ち帰るといった下界の知識をメモに取り、積極的に吸収しようと頑張っているが、一方では警戒心が強い上に思い込みの激しい性格のため、「ヤンキーはA+」「犬（アニメでは猫）はB」といったように危険度をしっかりと付けたり、天界で優秀な生徒だったガヴリールが堕ちてしまったのは悪魔のせいだというラフィエルがついた嘘、ひいては堕とした張本人がサターニャであるという別の嘘自体も信じ切ったり、またサターニャとのババ抜き対決では彼女に騙されて敗北を喫してしまう程に騙されやすい一面もある。また、天使学校に通っていた時からガヴリールを強く慕っているが、その尊敬はかなりのもので、実際にサターニャからガヴリールのある恥ずかしい写真を見せられた際は羨ましいと発言したり、興奮しながら預かると言いつつもちゃっかり自分の物にしてしまう程である。礼儀正しく、年上の人物に対してもそれなりに敬語を使って敬意を示しており、ガヴリールだけでなくラフィエルの事も純粋に尊敬し、またヴィーネに関しては悪魔であるが故に警戒しつつも彼女の優しさを認めて一応は先輩呼びして好意的に接しているが、サターニャだけは先輩呼びはしながらも上記の事もあってあまり良く思っていない。同級生の黒奈のことは理解し難い行動を取られることもあって警戒心を抱いているが、友達にはならないと言いつつもお昼を一緒に食べてあげると言う素直でない一面も見せており、それと同時に彼女の非常識な行動に対するツッコミ役となっている。

ハニエル
声 - 諸星すみれ
ガヴリールの妹。現在の姉とは正反対に純真無垢な性格で、あやとりやお手玉などの昭和の遊びを好んでいる。好物は炒った豆（昔はガヴリールも好きだったらしい）。
ハニエルという名前はアニメ版が先であり、原作では8巻でゼルエルに呼ばれる形で判明。

天真＝ゼルエル＝ホワイト（てんま・ゼルエル・ホワイト）
声 - 沢城みゆき
ガヴリールの姉。原作ではガヴリールの台詞から存在だけは示唆されていたが、第8巻で正式に登場し容姿と名前が判明した。天使学校を歴代トップで卒業し、頭脳明晰・容姿端麗・一騎当千と三拍子揃った女性。「神の腕」と呼ばれる天界屈指の強さを誇り、厳格で曲がったことは絶対に許さない、ガヴリールの天敵である。また、ヴィーネとサターニャに対しても初対面持「ガヴリールをたぶらかす悪魔」という偏見めいたコメントをぶつけるなど、悪魔に対する友好的精神も薄いようである。
ガヴリール堕落の噂を聞いて下界に降り、当初はガヴリールの演技に欺かれかけるが（少しシスコンの傾向あり）、些細なきっかけで噂が真実だったと知り激昂。写し身で監視しながら再教育を施そうとするも、事情を察したヴィーネたちにガヴリールを賭けて勝負を挑まれる。ガヴリールに関する知識をヴィーネと競う事になり、昔のガヴリールに関しては知り尽くしていて圧倒的有利だったが、今のガヴリールに関しては全く知らずヴィーネに完敗。ヴィーネにガヴリールの事をよろしく頼み、勝負前の約束通りしばらく見守ることにする。
以下の記述はアニメ版における設定（テレビアニメ放送の時点では原作に登場していなかったため）。
通称「ゼルエル」。天界の大学に通っているとても優秀だと評判の天使で、「神の腕」という異名を持つ。天使らしく真面目な性格で厳しさも併せ持ち、人間界が滅ぶほどのきついお仕置きをされるとガヴリールからも恐れられているが、キャラ崩壊するレベルで犬が苦手（ただし小型犬のプードルなど、例外もある模様）。下界に降りた際にも、強い天使力のために人間には姿が見えない（羽だけは大量に落下するので、周囲の人間は鳥の羽が大量に落下していると認識する）。また、天使神拳奥義も使える、その中の一つであるガヴリールが放った矢をキャッチして彼女の眉間に跳ね返す技「二指真空返し」を披露した。
アニメ第12話で、ガヴリールの修業の様子を見に下界を訪れる。自身も下界に留学したことがあり、人間界の文化などに精通しているため、距離も障害物も関係なく何でも見通す千里眼でガヴリールが堕落していることも承知していた。その為、ガヴリールが姉を騙してまで自分が堕落したことを隠そうとしたことに立腹、地上での修行を中止させて天界へ連れて帰ろうとする。しかしガヴリールが咄嗟に友情に訴えて拒否する姿に絆され感涙する。ガヴリールが下界に残ることを認める代わりに、天使としての指導するために共に人間界で暮らそうと提案するが、サターニャの飼う犬と対面して取り乱し、そのまま天界へ帰ってしまう。

マルティエル
声 - 藤井ゆきよ
ラフィエルの家の女執事。クールな外見とは裏腹に変質者かつマゾヒストで、ラフィエルの（彼女曰く）蔑んだ視線に喜んだり、着替えで脱いだ下着を手に入れようとしたり、入浴中に覗きに来たうえに盗撮しようとするなどの変態的行為を繰り返しては、その都度彼女に冷たくあしらわれている。
原作では10巻第75話で初登場。

校長
声 - 高岡瓶々
天界の天使学校の校長。力を入れすぎると自身から後光が出るため、周囲にはうっとうしく思われている。
ガヴリールの話した「（ネトゲの中で）国を救った」という成果報告を鵜呑みにしてしまい、下界での活動費の増額を決める。

サラ
ラフィエルの妹。ラフィエルの発言に名前が登場しているが、実際の容姿は不明で、漫画やアニメには登場していない。

姫井＝サンダルフォン＝ライムクール（ひめい・サンダルフォン・ライムクール）
ガヴリールとラフィエルの天使学校時代の同級生。ラフィエルからは「サンちゃん」と呼ばれている。後述のアザゼルと共に沖縄の高校に通っており、ガヴリールらが修学旅行先で泊まった旅館でもアザゼルと共にバイトしている。

綺羅＝ミカエル＝アビーロード
3年に進級したガヴリールのクラスにやってきた転校生。ガヴリールやラフィエルとは天使学校時代の同級生で、3人合わせて三大天使と呼ばれていたほか、ガヴリールの右腕として共に生徒会を牽引していた。地上では舞天高校とは別の高校に通っていたが、ガヴリールに会わなければならない理由ができたとの事で、情報操作を行い転校生として編入してきた。可愛いアイドルになりたいらしい。

### 魔界
黒奈＝メイフィストフェレス＝シナモンロール（くろな・メイフィストフェレス・シナモンロール）
声 - 小原好美
タプリスの同級生の悪魔。前髪で右目と違う色の左目を隠している。人形遣いの能力を持つ。
タプリスにハンカチを拾って貰ったことがきっかけで、タプリスと交流するようになった。振る舞い方はヴィーネやサターニャと違い悪魔らしい悪魔と言えるが、性格は感情に乏しく大人しい性格。ハンカチのお礼が悪魔的なやり方だったため、タプリスに最初は嫌がらせと受け取られたが、誤解が解けてからは一緒にお昼ご飯を食べたりするようになった。人間界でも頻繁に悪魔の力を行使し、サターニャと同様に魔界通販も利用している。
天使のタプリスに親近感を抱いているが、下界の知識も疎い上にはっきりと気持ちを伝えるのが得意ではないため、非常識な行動をとってはタプリスに度々ツッコミを入れられている他、黒奈をからかおうとしたラフィエルもそのペースに振り回されている。また、極度の人見知りのために人混みが苦手で、人間は何を考えているかわからないことから関わることに恐怖を抱いており、相手側から話しかけられるとパニックを起こしてしまう。人間嫌いではあるものの、後にジュースを分けてもらった篠原のことを「良い人」「○○の人」と称し、あっさりと仲良くなった。

サターニャの両親
声 - 川島得愛（父）、柚木涼香（母）
サターニャの父親と母親。普段は洋菓子店を経営している。共に娘同様の見栄っ張りな性格で、いない者を居るように振舞ったり、トマトジュースを生き血と見立てて飲用している他、店舗兼住宅の屋上に大悪魔たる居城のハリボテを飾っている（アニメでは、居城の絵画をダイニングに飾っている）。また、サターニャや息子（サターニャの弟）に甘く、彼女の言葉を鵜呑みにして褒め称えたり、息子のツッコミに対しても良きものと評価しているが、一方ではサターニャから引っ越したいと相談を受けた際には大悪魔なら一人何とかするように言い返して支援を断るなど、厳しい面もある。

サターニャの弟
声 - 寺崎裕香
サターニャの弟。両親や姉のサターニャとは違って冷静で、常識人とした面があり、両親や姉の振る舞いに呆れ果てていつもツッコミを入れている（アニメでは、早く実家を出たいとすら思っている描写がある）。

ヴィーネの両親
声 - 武虎（父）、河原木志穂（母）
ヴィーネの父親と母親。原作では母親のみが後ろ姿で登場しているが、アニメ版では両者ともしっかりと容姿が描かれて登場している。

チャッピー
声 - 井澤美香子
ヴィーネのペットである超大型魔獣のイフリート。攻撃手段としては、巨大な火を吐く。一見凶暴そうに見えるが、実際は大人しく、特にヴィーネの命令には忠実である。赤ちゃんの時にヴィーネに拾われて彼女の家のペットとなり、大事に育てられる。ヴィーネが人間界に行った後は彼女の両親に育てられ、それから1年の間に玄関のドアから出られない程の巨体に成長しドアを破壊して家から出た。、ヴィーネと再会した後は散歩に連れ出されたが、元気がある為にかなりの速度で走ってヴィーネの手を焼かせた。ヴィーネは再会直後は猛獣と言ってしまい母にチャッピーだと言われて驚いで腰を抜かすほどであり、母に散歩を提案された際も食べられると言ってしまったほどである。

アレキサンダー
声 - 木野日菜
サターニャのペットである小型のドラゴン。攻撃手段としては、小さな火炎玉を吐く。普段は自由に飛び回るのではなく、サターニャに召喚されて登場する形になっている。サターニャからは「優秀な使い魔」と称されているが、「お手」や「おかわり」などの芸を仕込まれている等、実際はペットとして可愛がられている。また、かなり臆病で、ヴィーネが飼っているイフリートを見た際は「死んだふり」をしてやり過ごしていた。

阿久津＝アザゼル＝レインドルフ（あくつ・アザゼル・レインドルフ）　
ヴィーネとサターニャの悪魔学校時代の同級生。悪魔学校トップ入学、冷酷非道で50人の舎弟を束ねる総統、といった数々の伝説・噂を周囲からされているが真偽は不明。
初登場は作者本人による同人誌であり原作・アニメ共に存在すら示唆されていないキャラだったが、修学旅行編より原作にも登場した。高校入学当初は悪魔学校時代の性格を引き継ぎサンダルフォンからは「ヤバいやつ」と思われていたが、周りの同級生のおおらかさに影響され、一ヶ月経たずして彼女もおおらかな性格へと変化した。

### 下界
ガヴリール達が暮らす街は舞天市（まいてんし）。通う学校はアニメ版では県立舞天高校という設定になっている。街のモデルは静岡県浜松市である。アニメ版の08話では、弁天島駅をベースにしている舞天島駅が出てくる (JR東海道本線)
委員長 / 高田まち子
声 - 渕上舞
ガヴリールのクラスの委員長。89話で生徒会長になった。本名は「高田まち子」（苗字は89話で判明）。生真面目な性格で趣味はクロスワード。特技は暗算。調理部所属。得意料理は麻婆豆腐。日課は踏み台昇降。小学三年生からずっと委員長をしている。ガヴリールとヴィーネの天界や魔界（もちろん彼女らが天使や悪魔であることは知らない）に関する会話に対して、激しいツッコミを入れるノリのいい人。
美術のデッサンの授業でサターニャと組むことになってしまい、周りが座っている中、一人だけ恥ずかしいポーズをさせられてしまった。しかし真面目な性格のためか、サターニャのやる気を下げないために小道具を付けることを提案したり、違うポーズを試してみたりと努力していた。かなりの絵心の持ち主である。料理の腕に関しては、他の部員二人に制止されるほど芳しくない模様。

篠原 千秋（しのはら ちあき）
タプリスのクラスメイト。黒い“×”の形の髪留めをしている。実家は神社で、父親が神主を勤めている。
学校で緊張していたタプリスに話しかけ、彼女の友人になった。同じくクラスメイトの黒奈が可愛いと興味を持ち、仲良くしようと試みるものの本人には怖がられ、タプリスの手を借りようとしても失敗続きであった。しかしその後、偶然会った黒奈にジュースをあげたことであっさりと仲良くなった。

桜庭 かな（さくらば かな）
『タプリスシュガーステップ』に登場する、タプリスのクラスメイト。
タプリスたちにツンツンとした態度を見せる素直になれない性格。タプリスたちと友人になった経緯は描かれていないが、膝枕をしてもらう黒奈に嫉妬したり、千秋の言葉を告白と勘違いしたりなど、タプリスに何らかの特別な感情を抱いているような一面がある。

一橋はじめ
舞天高校の前生徒会長。今後の登場予定は無いらしい。

マスター
声 - 梅津秀行
ガヴリールがアルバイトをしている「エンジェル珈琲」の店主。ガヴリールを外国人と思っており、言葉の壁があるなどと勘違いをして彼女のやる気のない奇想天外な接客に対して褒めてあげたり、ヴィーネの悪いことをしたいという願望に対して、若干の勘違いは生まれつつも親身になって相談に乗るなど、かなりの温和な性格。落ち着いた雰囲気が店の自慢らしい。
商社勤め時代にブラジルで起きたとびっきりのコーヒー豆との出会いによってコーヒー好きになり、それが高じて会社員を辞め店を開店した。自分が思う最高のコーヒーを20年追求し続けたブレンドコーヒーが自慢だが、ガヴリールには理解してもらえず、サターニャには冷めていたせいもあって不味いと言われてしまった。しかしヴィーネはとてもおいしいと絶賛し、嬉しさのあまり思わず泣いてしまった。
実は昔はブイブイ言わせていたらしく、「永久不滅の仏顔」とは彼のことらしい。髪の毛は地毛である。
アニメ版ではサターニャが住んでいるマンションのオーナーでもあるという設定で、ペット不可という契約条件だったのをガヴリールが「シフトを増やすから」と交渉した結果、ペットを飼うことを許可した。

犬
声 - 井澤美香子
サターニャの天敵の犬。ラフィエルからサターニャにいたずらするように調教されている節がある。また、サターニャに絡む時だけ表情がいやらしくなるなど、感情も持っているようである。彼女の弁当やメロンパンを狙ってことあるごとにどこからともなく現れ、鳶が油揚げを攫うがごとく奪っていく。また、奪うことだけでなく、サターニャに直接いたずらをすることもあり、浜辺では砂に埋まったサターニャにおしっこを掛けようとしたり（未遂）、クリスマスには身動きが取れないサターニャの前でメロンパンを食い漁った挙句に彼女にビンタを食らわせている。
アニメでは野犬だったために保健所に回収されてしまったが、それを見たサターニャによって引き取られ、サターニャに使い魔として飼われるようになった（飼われるようになってからも名前はつけられていない）。
原作にはラフィエルの初登場回とタプリスの初登場回と69話にしか登場しておらず、アニメ版で大幅に登場シーンが増えている。

武田（たけだ）
声 - 小山剛志
ガヴリールのクラスの担任教師。スキンヘッドでサングラスをかけるという一見ヤクザのような風貌をしており、ガヴリールたちからは「グラサン」と呼ばれている。サターニャのふざけた行動にそれ相応の罰を与えている。その一方でハロウィンにはちゃんとお菓子を用意していたりと律儀な一面もある。
アニメ版では、実は涙もろく、ガヴリールが姉のゼルエルを騙すために優等生に戻った風を装っていた際、日ごろの指導を感謝され涙を流した。

田中 京（たなか けい）、上野
声 - 井澤美香子（田中）、木野日菜（上野）
ガヴリールのクラスメイト。田中はロングヘアー（アニメではポニーテール）、上野はメガネをしている。調理部所属。食事目当てで調理部に見学に来たガヴリールに喜んで料理を振舞った。
林間学校の肝試しでは、それぞれがガヴリールとサターニャのパートナーを務め、特に上野はサタニキアブラザーズとしてサターニャの中二病キャラに合わせる適応力を魅せた。

盲目の少女
声 - 春名風花
OVA2「天使の贈り物」に登場。ガヴリールたちと公園で出会い、交流を持つようになった弱視者。ガヴリール達を見て天使に見えたという。すでに弱視者の手術が控えていて、ガヴリールたちに何かと気にかけられていたが、ある日、交通事故に遭ってしまう。大手術で生死の間をさまよっていたが、ガヴリールの禁忌を犯した方法によって命を救われ、更には目が見えるようになった。1ヶ月後、ガヴリールのことは忘れていたが、学校の友達と仲良く一緒に帰っている姿が描かれている。

## 用語
天使
ガヴリールやラフィエルのような、環と羽を持った神に仕え天界に住まう種族。白いノースリーブのワンピースを身に纏った天使っぽい服装に変身することができる。
本作では、天使学校と呼ばれる教育施設にて天使や人間について一通り学んだ後、人間界に降り立ち、高校生として人間に交じり修業・勉強するシステムとなっている。
見た目は人間と変わらないが、「神足通」と呼ばれるテレポート能力や、死に瀕した人間の深層意識に入り込み救恤する能力を持っている。

悪魔　
ヴィネットやサタニキアのような、羊様の角と蝙蝠状の翼を持つ魔界に住む種族。変身すると、黒を基調としたドレス調の服装を身に着けた姿になる。
天使同様、悪魔学校と呼ばれる教育施設にて学んだ後、人間界で修業・勉強する。天使学校とは対照的に、黒い輪っかが校舎上空に佇んでいる。
比較的人間に対して無害な存在として描写されており、天使と悪魔との交流もある程度は容認されている。ただし、過去に人間を消す仕事をしていた歴史があることや、神事に携わる者が行うお祓いを受けた際にもろにダメージを受ける、タプリスやゼルエルのように悪魔というだけで敬遠する者もいるなど、完全に受け入れられているわけではない。

魔界通販　
サターニャが愛用している魔界の通販番組。某通販番組のように、社長（CV.山田真一）自らが商品の説明を行うシステムをとっているが、ヴィーネに「胡散臭いものばかり売っている」と称されるほどに、下らない商品しか取り扱っていない。
アニメでは、この通販にハマりすぎているためにサターニャは金欠に陥っており、見かねたガヴリールがテレビ越しに社長抹殺を図ったこともある。

## 派生作品
タプリスシュガーステップ
『コミック電撃だいおうじ』Vol.60から86まで連載された。作画はばふぁこ。
タプリスを主人公に据え、彼女のとりまく日常を描いた作品である。

## 書誌情報
- うかみ『ガヴリールドロップアウト』 KADOKAWA〈電撃コミックスNEXT〉、既刊15巻（2024年9月27日現在）
  1. 2014年12月19日発売、ISBN 978-4-04-869061-4
  2. 2015年11月26日発売、ISBN 978-4-04-865491-3
  3. 2016年5月26日発売、ISBN 978-4-04-865927-7
  4. 2017年1月10日発売、ISBN 978-4-04-892565-5
  5. 2017年9月27日発売、ISBN 978-4-04-893373-5
  6. 2018年5月26日発売、ISBN 978-4-04-893843-3
  7. 2018年12月27日発売、ISBN 978-4-04-912235-0
  8. 2019年8月26日発売、ISBN 978-4-04-912702-7
  9. 2020年2月25日発売、ISBN 978-4-04-913035-5
  10. 2020年11月27日発売、ISBN 978-4-04-913513-8
  11. 2021年9月27日発売、ISBN 978-4-04-913513-8
  12. 2022年5月27日発売、ISBN 978-4-04-914425-3
  13. 2022年12月27日発売、ISBN 978-4-04-914767-4
  14. 2023年9月27日発売、ISBN 978-4-04-915268-5
  15. 2024年9月27日発売、ISBN 978-4-04-915991-2
- 原作:うかみ、作画:ばふぁこ『タプリスシュガーステップ』 KADOKAWA〈電撃コミックスNEXT〉、全3巻
  1. 2019年8月26日発売、ISBN 978-4-04-912701-0
  2. 2020年2月25日発売、ISBN 978-4-04-913034-8
  3. 2020年12月26日発売、ISBN 978-4-04-913565-7

## テレビアニメ
2016年7月にテレビアニメ化が発表された。2017年1月より3月までTOKYO MXほかにて放送された。全12話。『コミック電撃だいおうじ』連載のオリジナル作品のアニメ化は、今作が初である。
監督とアニメーション制作は『ゆるゆり（第1・2期）』『干物妹!うまるちゃん』の太田雅彦と動画工房がそれぞれ担当。

### スタッフ
- 原作 - うかみ（KADOKAWA）
- 監督 - 太田雅彦
- シリーズ構成 - あおしまたかし
- キャラクターデザイン - 熊谷勝弘
- サブキャラクターデザイン - 桑原直子
- 美術監督 - 三宅昌和
- 色彩設計 - 真壁源太
- 撮影監督 - 桑野貴文
- 編集 - 小野寺絵美
- 音響監督 - えびなやすのり
- 音楽 - 三澤康広
- 音楽プロデューサー - 竹山沙織
- 音楽制作 - KADOKAWA
- プロデューサー - 山下愼平、千葉和也、礒谷徳知、中東豊和、新井恵介、尾形光広
- アニメーションプロデューサー - 本橋研一
- アニメーション制作 - 動画工房
- 製作 - ガヴリールドロップアウト製作委員会（KADOKAWA、動画工房、AT-X、NTTぷらら、ソニー・ミュージックコミュニケーションズ、角川メディアハウス）

### 主題歌
オープニングテーマ「ガヴリールドロップキック」（第2話 - 第12話）
作詞・作曲・編曲 - 前山田健一 / 歌 - ガヴリール（富田美憂）、ヴィーネ（大西沙織）、サターニャ（大空直美）、ラフィエル（花澤香菜）
第1話ではエンディングテーマとして使用された。
エンディングテーマ
「ハレルヤ☆エッサイム」（第2話 - 第6話、第8話 - 第12話）
作詞 - 坂井竜二 / 作曲・編曲 - 山崎真吾 / 歌 - ガヴリール（富田美憂）、ヴィーネ（大西沙織）、サターニャ（大空直美）、ラフィエル（花澤香菜）
「ガヴリールの数え歌」（第7話）
作曲・編曲 - 三澤康広 / 歌 - ヴィーネ（大西沙織）

### 各話リスト
| 話数   | サブタイトル                                  | 脚本           | 絵コンテ            | 演出           | 作画監督                                                                        | 総作画監督        |   |
| ------ | --------------------------------------------- | -------------- | ------------------- | -------------- | ------------------------------------------------------------------------------- | ----------------- | - |
| 第1話  | もう戻れないと知ったあの日                    | あおしまたかし | 太田雅彦            | 守田芸成       | 中野裕紀、山野雅明 天﨑まなむ                                                   | 熊谷勝弘          |   |
| 第2話  | 天使と悪魔と委員長                            | 子安秀明       | 三原武憲            | 野木森達哉     | 小倉寛之、渡辺舞                                                                | 桑原直子          |   |
| 第3話  | 友と勤労と虫刺されの夏の日                    | 杉原研二       | 誌村宏明            | 堂川セツム     | 天﨑まなむ、山野雅明 佐藤このみ、中野裕紀 小倉寛之、渡辺舞 保村成               | 熊谷勝弘          |   |
| 第4話  | いざ夏休み                                    | 鴻野貴光       | 矢花馨              | 矢花馨         | 小川浩司、飯泉俊臣 吉田肇、渡辺舞                                               | 桑原直子          |   |
| 第5話  | その幻想を壊されまくった天使                  | あおしまたかし | 上坪亮樹            | 上坪亮樹       | 小倉寛之、中野裕紀 曾我篤史                                                     | 桑原直子          |   |
| 第6話  | サターニャの逆襲                              | 子安秀明       | 三原武憲            | えんどうてつや | たなかれい、桜井木ノ実 三井麻未、岡田豊広 志水よしこ                            | 熊谷勝弘          |   |
| 第7話  | ヴィーネの悪魔的な日々                        | 杉原研二       | 原口浩              | 原口浩         | 佐藤このみ、保村成 渡辺舞                                                       | 桑原直子          |   |
| 第8話  | 秋の学校生活                                  | 鴻野貴光       | 荒井省吾            | 荒井省吾       | 直谷たかし、中野裕紀 山野雅明、天﨑まなむ 曾我篤史                              | 熊谷勝弘          |   |
| 第9話  | 聖夜と晦日になんか来た                        | 子安秀明       | 角松倶楽部 児谷直樹 | 角松倶楽部     | 天﨑まなむ、曾我篤史 小倉寛之、中野裕紀 南伸一郎、輿石明 池原百合子             | 桑原直子          |   |
| 第10話 | 天使と悪魔故郷に帰る                          | 杉原研二       | 矢花馨              | 矢花馨         | 天﨑まなむ、中野裕紀 佐藤このみ、上野卓志 坪田慎太郎、飯泉俊臣 吉田肇、小川浩司 | 熊谷勝弘          |   |
| 第11話 | 楽しい日々はいつまでも……                      | 鴻野貴光       | いわたかずや        | えんどうてつや | 福島豊明、たなかれい 三井麻未                                                   | 桑原直子          |   |
| 第12話 | ガヴリールドロップアウト！                    | あおしまたかし | 太田雅彦            | 荒井省吾       | 渡辺舞、小倉寛之 曾我篤史、中野裕紀 天﨑まなむ、保村成 佐藤このみ、桑原直子     | 熊谷勝弘          |   |
| OVA1   | 湯煙旅情編〜天使の清ら かな肌に迫る悪魔の罠〜 | あおしまたかし | 三原武憲            | 佐々木達也     | 海保仁美、菊永千里 菊池政芳、藤田真弓 金璐浩、金容植                            | -                 | - |
| OVA2   | 天使の贈り物                                  | あおしまたかし | 太田雅彦            | 太田雅彦       | 曾我篤史、小倉寛之                                                              | 熊谷勝弘 桑原直子 |   |

### 放送局
| 放送期間                | 放送時間                     | 放送局     | 対象地域 | 備考                                 |
| ----------------------- | ---------------------------- | ---------- | -------- | ------------------------------------ |
| 2017年1月9日 - 3月27日  | 月曜 22:30 - 23:00           | AT-X       | 日本全域 | 製作参加 / CS放送 / リピート放送あり |
| 2017年1月10日 - 3月28日 | 火曜 0:00 - 0:30（月曜深夜） | TOKYO MX   | 東京都   |                                      |
|                         |                              | サンテレビ | 兵庫県   |                                      |
|                         |                              | BS11       | 日本全域 | BS放送 / 『ANIME+』枠                |
| 2017年1月11日 - 3月29日 | 水曜 0:00 - 0:30（火曜深夜） | KBS京都    | 京都府   |                                      |
|                         | 水曜 0:30 - 1:00（火曜深夜） | 岐阜放送   | 岐阜県   |                                      |
|                         | 水曜 1:20 - 1:50（火曜深夜） | 三重テレビ | 三重県   |                                      |
|                         | 水曜 2:28 - 2:58（火曜深夜） | 静岡放送   | 静岡県   | 製作協力 /作品の舞台地               |

| 配信期間                | 配信時間                     | 配信サイト |
| ----------------------- | ---------------------------- | --- |
| 2017年1月10日 - 3月28日 | 火曜 0:30 更新               | ひかりTV |
| 2017年1月16日 - 4月3日  | 月曜 0:00 - 0:30（日曜深夜） | ニコニコ生放送 AbemaTV 新作アニメch |
|                         | 月曜 0:30 更新               | ニコニコチャンネル |
|                         | 月曜 10:00 更新              | DMM.com |
|                         | 月曜 12:00 更新              | GYAO! Rakuten SHOWTIME バンダイチャンネル U-NEXT フジテレビオンデマンド Amazonビデオ dアニメストア hulu アニメ放題 J:COMオンデマンド auビデオパス Netflix ビデオマーケット ムービーフルPlus HAPPY!動画 |
| 2017年1月18日 - 4月5日  | 水曜 12:00 更新              | PlayStation Store |

| 配信期間               | 配信時間        | 配信サイト   | 対象地域 | 備考                     |
| ---------------------- | --------------- | ------------ | -------- | ------------------------ |
| 2017年1月9日 - 3月27日 | 月曜 23:30 更新 | ビリビリ動画 | 中国大陸 | 中国語（簡体字）字幕あり |

### BD / DVD
| 巻  | 発売日        | 収録話                  | 規格品番   | 規格品番   |
| 巻  | 発売日        | 収録話                  | BD         | DVD        |
| --- | ------------- | ----------------------- | ---------- | ---------- |
| 1   | 2017年3月24日 | 第1話 - 第4話、OVA1     | ZMXZ-10941 | ZMBZ-10951 |
| 2   | 2017年4月26日 | 第5話 - 第8話           | ZMXZ-10942 | ZMBZ-10952 |
| 3   | 2017年5月24日 | 第9話 - 第12話、OVA2    | ZMXZ-10943 | ZMBZ-10953 |
| Box | 2020年2月26日 | 第1話 - 第12話、OVA1・2 | ZMAZ-13791 |            |

### Webラジオ
『ガヴリールドロップアウト〜天使と悪魔のシェアハウス〜』は、2017年1月6日から3月31日まで毎週金曜に音泉にて配信されたラジオ番組。全13回。パーソナリティはガヴリール役の富田美憂、ヴィーネ役の大西沙織、サターニャ役の大空直美。